# Así en el cielo como en la tierra
Así en el cielo como en la tierra es una película cómica española de 1995 dirigida por José Luis Cuerda.
La película presenta el Cielo como una copia absurda de la Tierra, donde Dios Padre, Jesucristo, la Virgen María, San Pedro y otros personajes bíblicos conviven al más puro estilo de vida castellano de posguerra. En general, ofrece una visión más humana de estos personajes, con las mismas miserias y deseos que tienen los seres humanos en vida. Por otro lado, deja entrever la supuesta evolución de la tierra desde los tiempos bíblicos y cómo ha llegado a convertirse en algo que ni un apocalipsis es capaz de corregir.

## Argumento
Matacanes muere y al llegar al cielo descubre que éste no era como él esperaba, y que todo el mundo allí se encuentra revolucionado últimamente. San Pedro le explica que Dios estaba preocupado por la marcha del mundo, y decidió mandar un segundo hijo a la Tierra. Sin embargo, Jesús se entera y no está de acuerdo, ya que habría que reescribir la historia, por lo que convence a su Padre de que lo que el mundo realmente necesita es el Apocalipsis. Convencido por su Hijo, Dios hace todos los preparativos para celebrar el Juicio Final.

## Premios

### Goyas 1995
| Categoría              | Persona    | Resultado |
| ---------------------- | ---------- | --------- |
| Mejor actor de reparto | Luis Ciges | Ganador   |

## Reparto completo
- Fernando Fernán Gómez (Dios Padre)
- Jesús Bonilla (Jesucristo)
- Francisco Rabal (San Pedro)
- Enrique San Francisco (Arcángel San Gabriel)
- Gabino Diego (San Juan Evangelista)
- Mary Carmen Ramírez (Virgen María)
- Manuel Alexandre (San José)
- Agustín González (San Isidoro de Sevilla)
- Luis Ciges (Matacanes)
- Mónica Molina (Lola Fajardo)
- Isabel Serrano (Mariví)
- Chus Lampreave (Doña Asunción)
- Alicia Sánchez (Ira divina)
- Saturnino García (Tabernero)
- Juan Luis Galiardo (Empresario Ruiz del Río)
- Achero Mañas (Estudiante Pimentel)
- Álex Angulo (Cabrero)
- Antonio Gamero (Director banda de música)
- Luis Perezagua (Ángel trompeta)
- María Galiana (Evangelina)
- Javier Manrique (Torero Camuñas)
- Liberto Rabal (San Rafael)
- Luis Hostalot (San Miguel)
- Fernando Vivanco (Norberto)
- Pepín Salvador (Marlasca)
- Rosario Santesmases (Marisol del Val)
- José María Sacristán (Patrón chiringuito)
- Jorge Bosso (Psicoanalista)
- María Elena Flores (Madre de Lola)
- José Carlos Gómez (Moncho)
- José María Lucena (Pregonero)
- Paco Sanz (Moisés)
- Concha de Leza (Virtudes)
- Roberto Cairo (Pedrosa)
- Enrique Valero (Amigo Moncho)
- Olaya Aguirre (Amiga Lola)
- Lucio Romero (Herido gleba)

## Localizaciones
Fue rodada en diversos lugares: Buitrago del Lozoya, Pedraza, Peñafiel y Talamanca de Jarama.

## Crítica
Fernando Morales en El País escribió que "a pesar de contar en su reparto con actores de la talla de Fernando Fernán-Gómez o Paco Rabal no logra pasar del aprobado justito." Carlos Aguilar en su Guía del cine español alaba la premisa y las interpretaciones pero concluye que " el conjunto carece de forma y de ritmo".